# 埃爾弗拉特湖

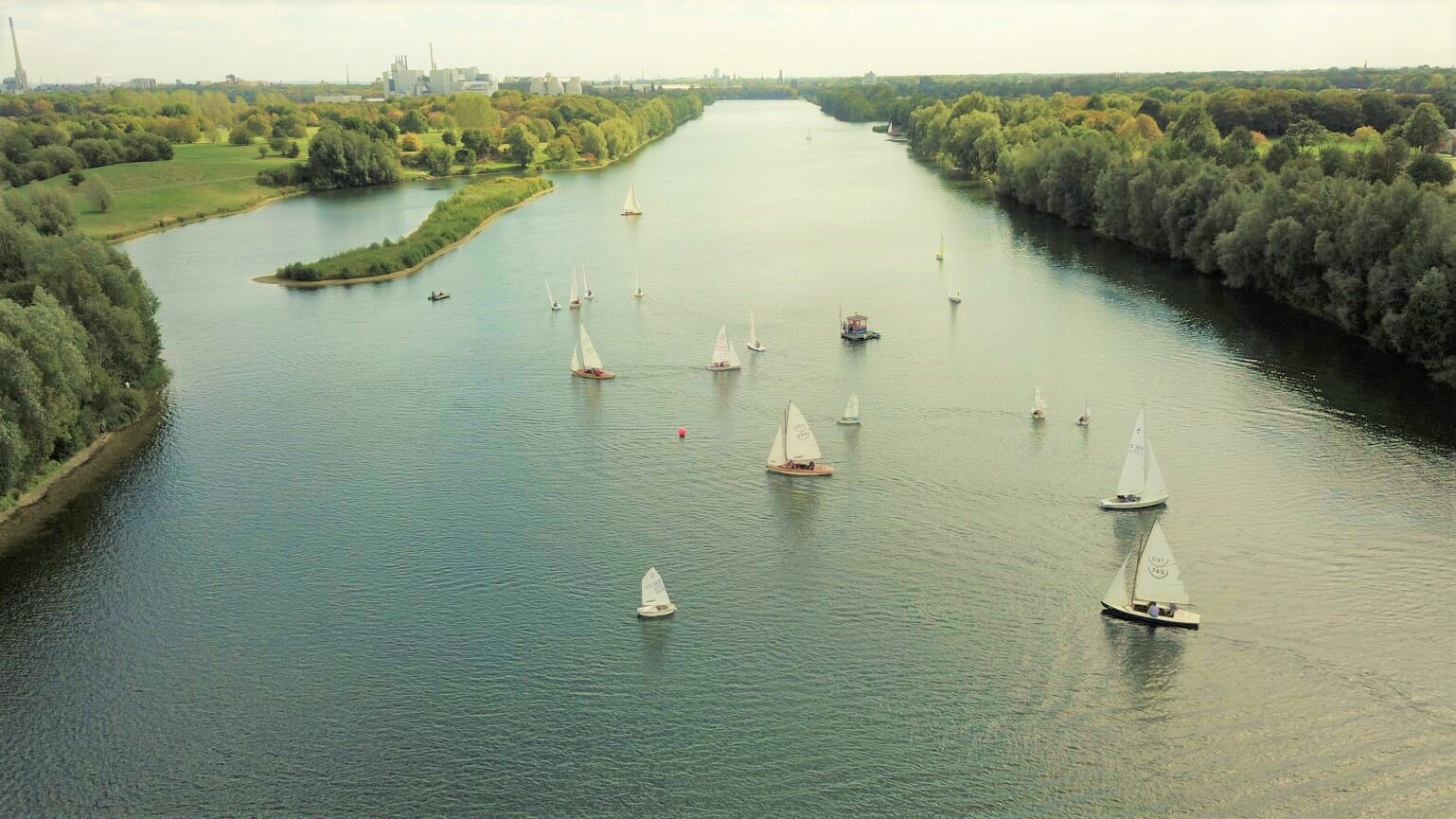

51°23′6″N 6°37′31″E / 51.38500°N 6.62528°E
埃爾弗拉特湖（德語：Elfrather See），是德國的湖泊，位於該國西部，由北萊茵-威斯特法倫州負責管轄，處於克雷費爾德東北部，長2.3公里，面積0.6平方公里，海拔高度30米。